# Doubravice u Nedabyle

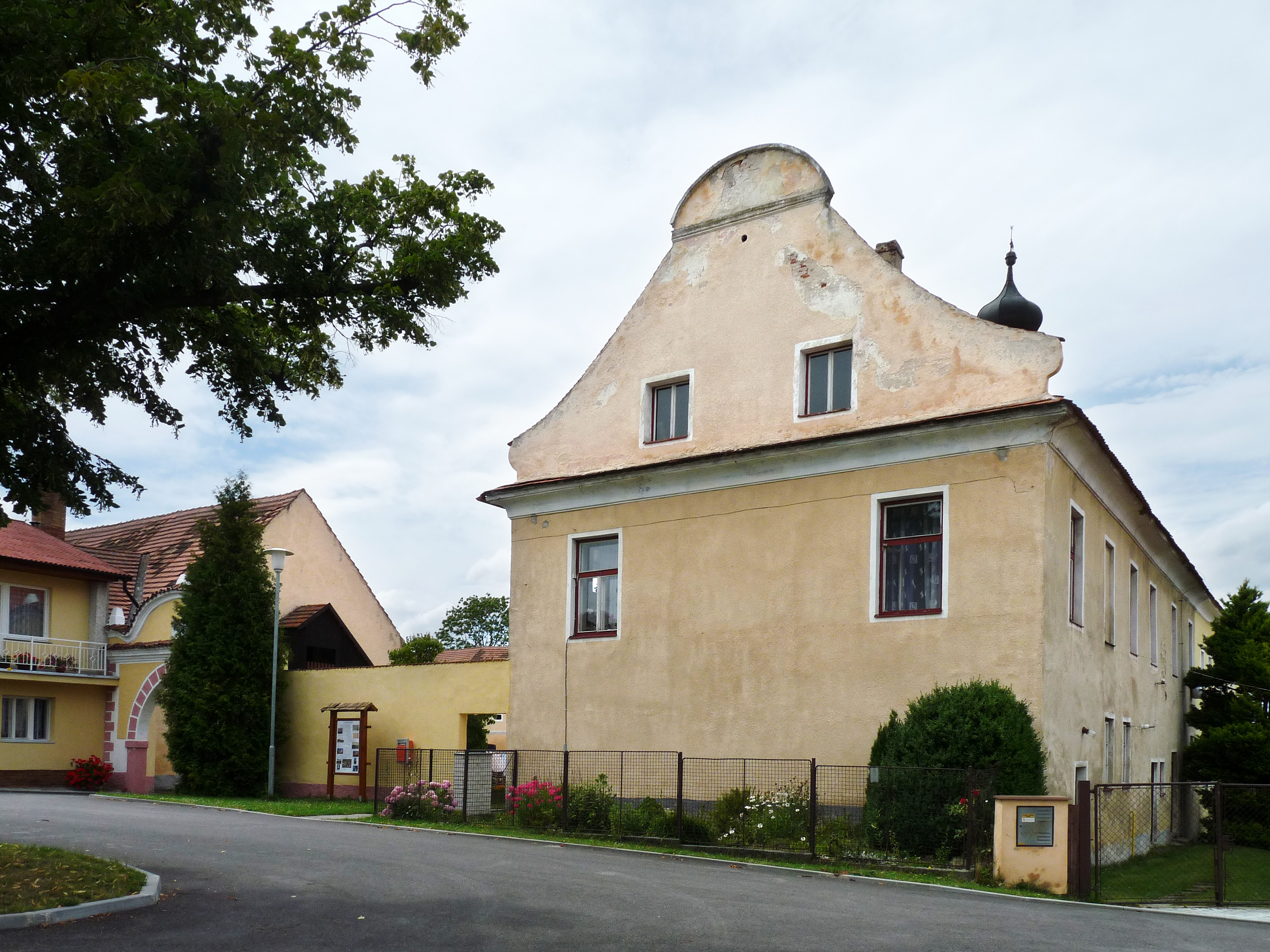
Schloss Doubravice

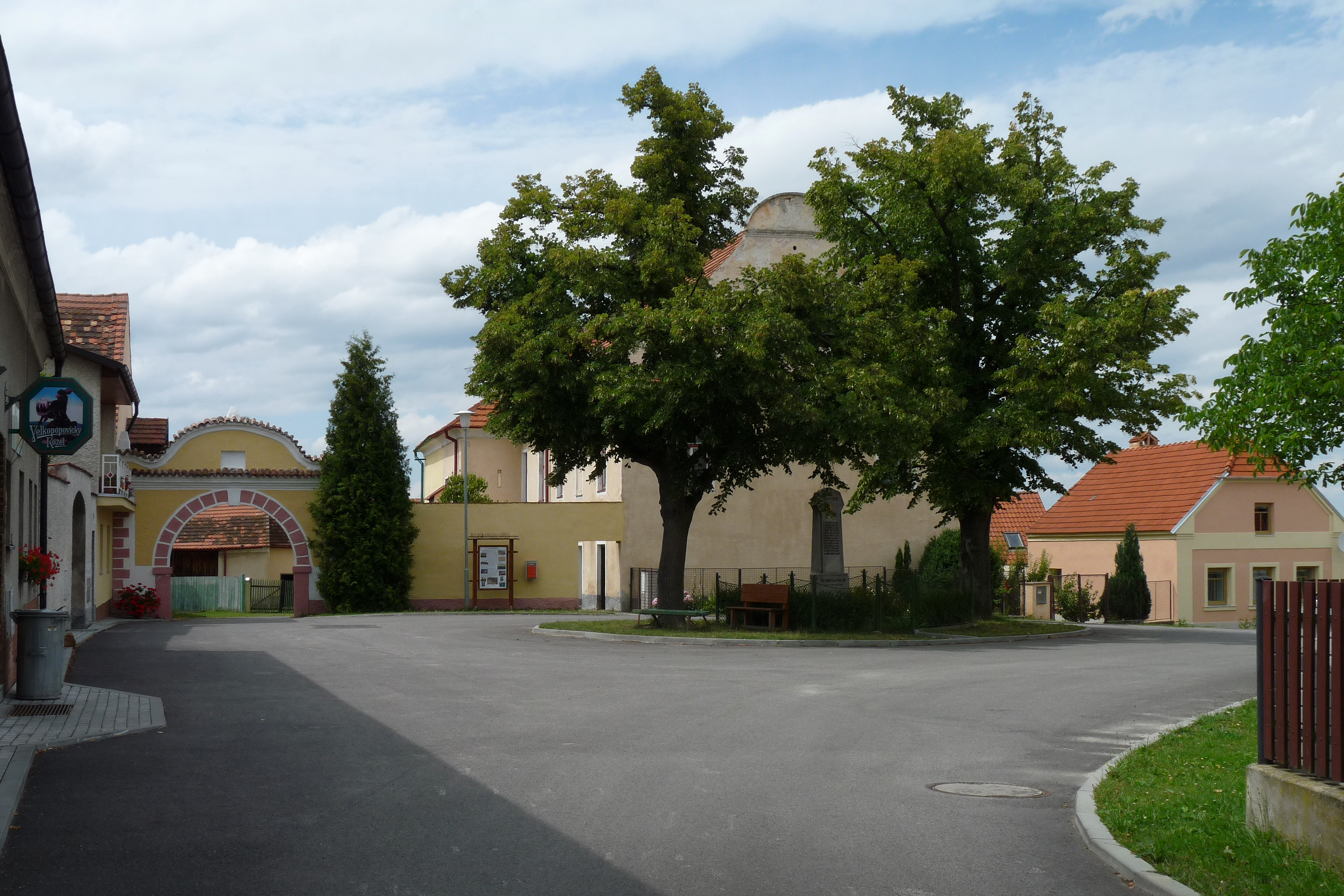
Dorfplatz

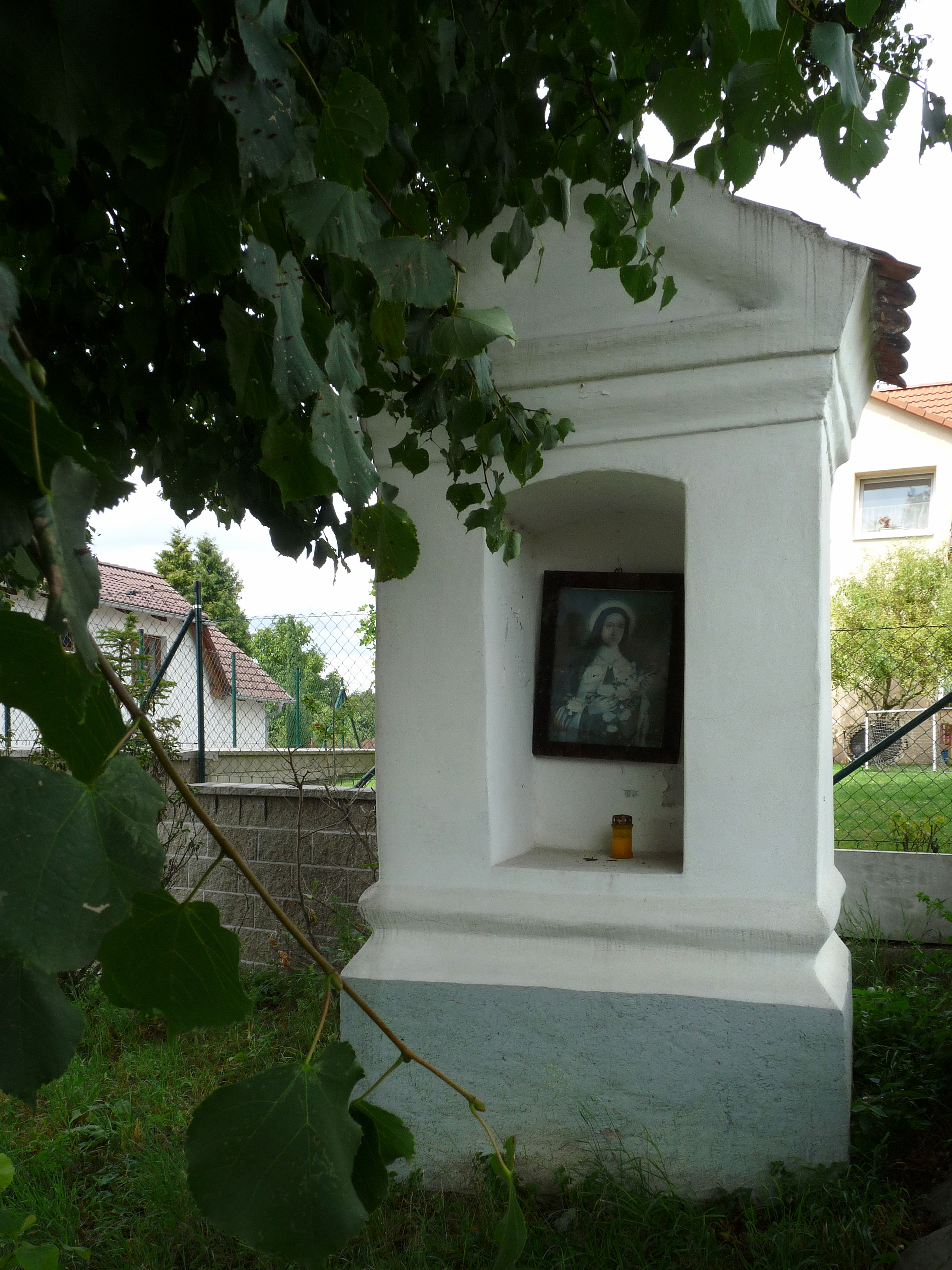
Kapelle u Rezků

Doubravice (deutsch Daubrawitz) ist eine Gemeinde in Tschechien. Sie liegt fünf Kilometer südöstlich des Stadtzentrums von České Budějovice in Südböhmen und gehört zum Okres České Budějovice.

## Geographie
Doubravice befindet sich rechtsseitig über dem Tal der Maltsch auf einem Höhenzug der Lischauer Schwelle (Lišovský práh), der nach Norden zum Tal des Starohodějovický potok abfällt. Östlich erheben sich der Hůrecký kopec (541,7 m) und der Nedabylský kopec (Daubrawitzer Berg, 523 m), im Süden der Zlatý jelen (478 m). Westlich unterhalb des Dorfes führt die Bahnstrecke České Velenice–České Budějovice vorbei, der nächste Haltepunkt ist Nové Hodějovice. Außerdem verläuft in Doubravice ein kurzer Abschnitt der Dálnice 3, eine Anschlussstelle ist allerdings nicht vorhanden.
Nachbarorte sind Nové Hodějovice und Staré Hodějovice im Norden, Srubec im Nordosten, Na Štětkách und Svatá Voršila im Osten, Hůrka und Nová Ves im Südosten, Hvízdalka, Nedabyle und Heřmaň im Süden, Vidov im Südwesten, Roudné im Westen sowie Nové Roudné, Rožnov und Mladé im Nordwesten.

## Geschichte
Belege einer frühzeitliche Besiedlung stellen Keramikfunde aus der Bronze- und Hallstattzeit westlich des Dorfes zwischen der Straße und der Eisenbahn dar.
Die erste schriftliche Erwähnung des Ortes erfolgte 1267 im Zusammenhang mit Zudimirus de Dubrawicz (Sudimír z Doubravice). Urkundlich belegt ist der Ort 1357 als Sitz des Vladiken Trojan von Doubravice. Nachfolgender Besitzer war zwischen 1379 und 1389 Drslav von Doubravice. Während des 15. Jahrhunderts standen verschiedene Angehörige des Vladikengeschlechts in den Diensten der Rosenberger.
Hynek Zub von Doubravice war zwischen 1451 und 1469 Burghauptmann von Soběslav. Markvart von Doubravice wurde 1498 für ein Vergehen zum Tode durch Enthauptung verurteilt, jedoch durch Peter von Rosenberg begnadigt. Mit dieser Verurteilung war vermutlich auch der Verlust der Güter verbunden, die von den Rosenbergern an die Herrschaft Wittingau angeschlossen wurden. Der neue Besitzer, Peter von Rosenberg, erteilte den Untertanen in Doubravice 1511 die Befreiung vom Heimfall. Im Rosenberger Urbar von 1520 sind für Doubravice sieben Bauern aufgeführt. Wilhelm von Rosenberg schenkte Doubravice 1555 seinem Beamten Mikuláš Humpolec von Tuchoraz, der die Feste erneuern ließ und zu seinem Sitz machte. 1574 erbten die drei Söhne des Mikuláš Humpolec das Gut. Diese führten mit der Stadt Budweis mehrere Händel und Fehden. Nach dem frühen Tod der Brüder fiel das Erbe ihrer Schwester Katharina und deren Mann Friedrich Scheflinger von Rysdorf zu. Diese veräußerten das Gut nach einem längeren Besitzstreit schließlich im Jahre 1591 wieder an Wilhelm von Rosenberg, der es danach an Lidmila von Hřeben verkaufte. Sie vererbte das Gut ihrem Ehemann, dem Rosenberger Beamten Friedrich Frokstein von Načeslav, der es bis 1620 hielt. Nachfolgender Besitzer wurde Jan Řepický von Sudoměř, der das Gut an den kaiserlichen Obristen Baltazar de Marradas verkaufte. Dieser veräußerte Doubravice im Jahre 1631 an den kaiserlichen Rittmeister Juan Salazar de Montalban weiter. Von diesem kaufte 1637 der kaiserliche Salzbeamte und Budweiser Rat Emanuel Fritschko von Fürstenmühl das Gut. 1655 erbte Franz Eusebius Fritschko von Fürstenmühl Doubravice. Ihm folgten ab 1666 seine Witwe Eva Eufemia und ab 1684 deren Tochter Juliane Eusebia Traumüller. Zu dem Gut gehörten zu dieser Zeit neben der herrschaftlichen Brauerei, Schmiede und Kretscham lediglich drei Bauernwirtschaften. Im Jahre 1711 fiel das Familienerbe der Fritschko von Fürstenmühl ihrer Tochter Marie Elisabeth Putschögel, auch Putschegl genannt, zu. Am 16. Mai 1736 verkaufte Johann Putschögel das Gut an die Stadt Budweis. Nach einem Blitzeinschlag brannten im Jahre 1766 das Schloss, die Brauerei und der Wirtschaftshof nieder. Der herrschaftliche Hof wurde 1779 im Zuge der Raabisation parzelliert. 1788 wurde im Schloss eine Schule eingerichtet, in der auch die Kinder aus Hodějovice, Nedabyle, Vidov, Nová Ves, Hůrka und Roudné unterrichtet wurden. Im Jahre 1840 bestand das an der Gratzener Straße gelegene Dorf Daubrawitz aus 19 Häusern mit 119 Einwohnern. Im Dorf bestand eine Schule. Zu Daubrawitz gehörte ein nordwestlich gelegenes einschichtiges Jägerhaus, das vom Rudener Revierförster bewohnt wurde. Im Wald Kalkofen befand sich ein herrschaftlicher Kalksteinbruch, bei dem zwei Kalköfen betrieben wurden. Der ehemalige Meierhof Daubrawitz war emphyteutisiert. Das Gut Daubrawitz umfasste das gleichnamige Dorf sowie ein Haus von Nedabile. Pfarrort war Driesendorf. Bis zur Mitte des 19. Jahrhunderts bildete Doubravice immer ein landtäfliges Gut, dessen Besitzer die Stadt Budweis war.
Nach der Aufhebung der Patrimonialherrschaften bildete Doubravice / Daubrawitz ab 1850 mit dem Ortsteil Nedabyle/Hables eine Gemeinde im Bezirk Budweis. Am Goldenen Hirsch wurden in der zweiten Hälfte des 19. Jahrhunderts mehrere Eisenbergwerke betrieben. 1869 nahm die Kaiser Franz Josephs-Bahn auf der Bahnstrecke Budweis – Gmünd den Betrieb auf, fuhr jedoch an Doubravice ohne Halt vorbei. Die Stadt Budweis verkaufte das Schloss 1887 an die Gemeinde Doubravice. Im Jahre 1910 hatte die Gemeinde 556 Einwohner, davon 548 Tschechen und acht Deutsche. Im Ortsteil Doubravice lebten 281 Tschechen und vier Deutsche. Die Schule wurde 1913 geschlossen. 1934 löste sich Nedabyle los und bildete eine eigene Gemeinde. Während der deutschen Besetzung wurden Wiederpolen und Hables im Jahre 1943 eingemeindet. Dies wurde nach dem Ende des Zweiten Weltkrieges im Jahre 1945 wieder revidiert. Am 12. Juni 1960 wurde Doubravice nach Nedabyle eingemeindet. Nach einem Referendum löste sich das Dorf am 24. November 1990 wieder von Nedabyle los und bildet eine eigene Gemeinde.

## Gemeindegliederung
Für die Gemeinde Doubravice sind keine Ortsteile ausgewiesen. Zu Doubravice gehört die Einschicht Hvízdalka.

## Bevölkerungsentwicklung
| Jahr      | 1869 | 1880 | 1890 | 1900 | 1910 | 1921 | 1930 | 1950 | 1961 | 1970 | 1980 | 1991 | 2001 | 2011 | 2021 |
| --------- | ---- | ---- | ---- | ---- | ---- | ---- | ---- | ---- | ---- | ---- | ---- | ---- | ---- | ---- | ---- |
| Einwohner | 164  | 176  | 206  | 245  | 285  | 278  | 237  | 167  | 163  | 148  | 145  | 174  | 187  | 304  | 325  |

## Sehenswürdigkeiten

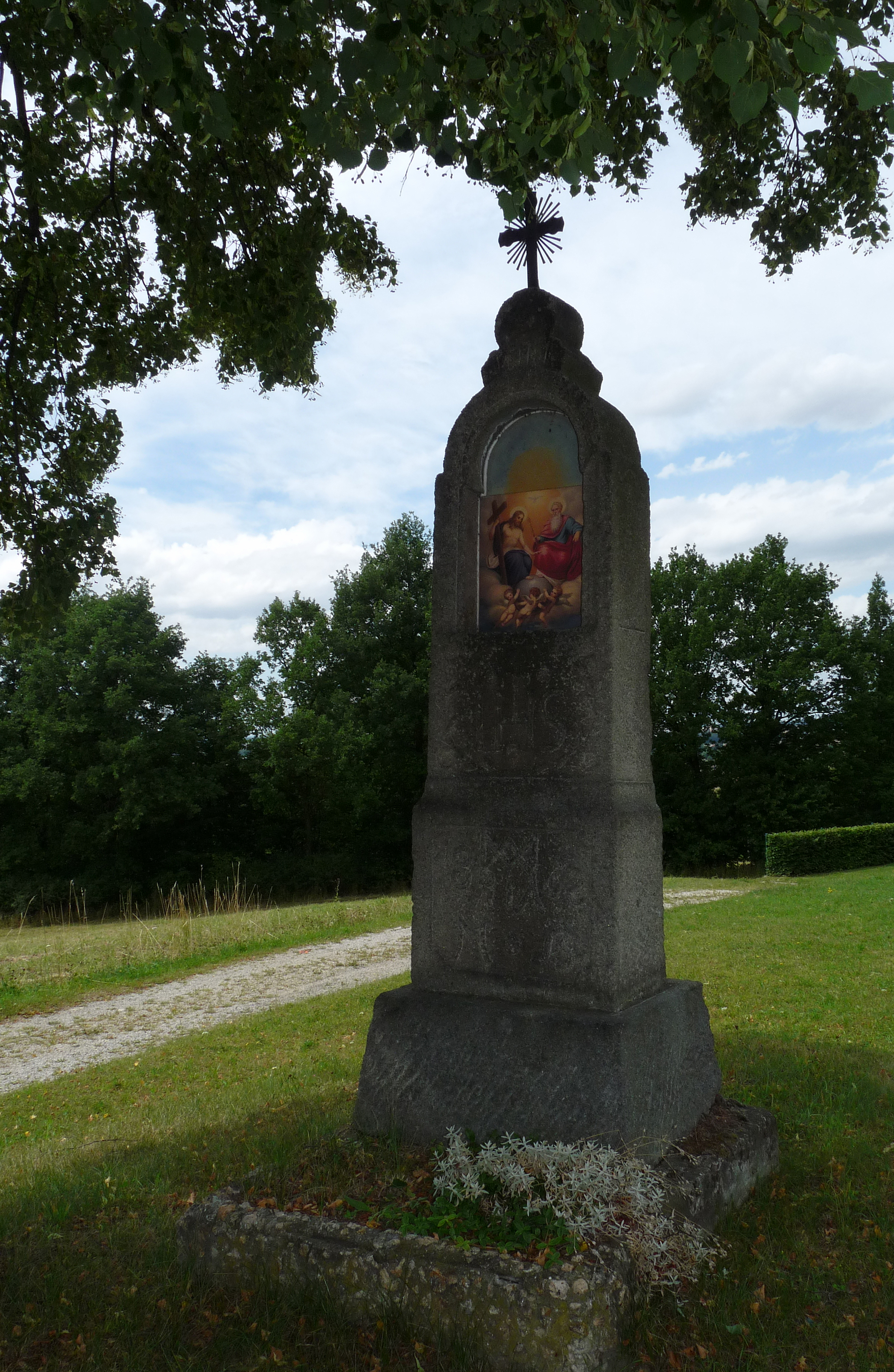
Bildstock u Farků

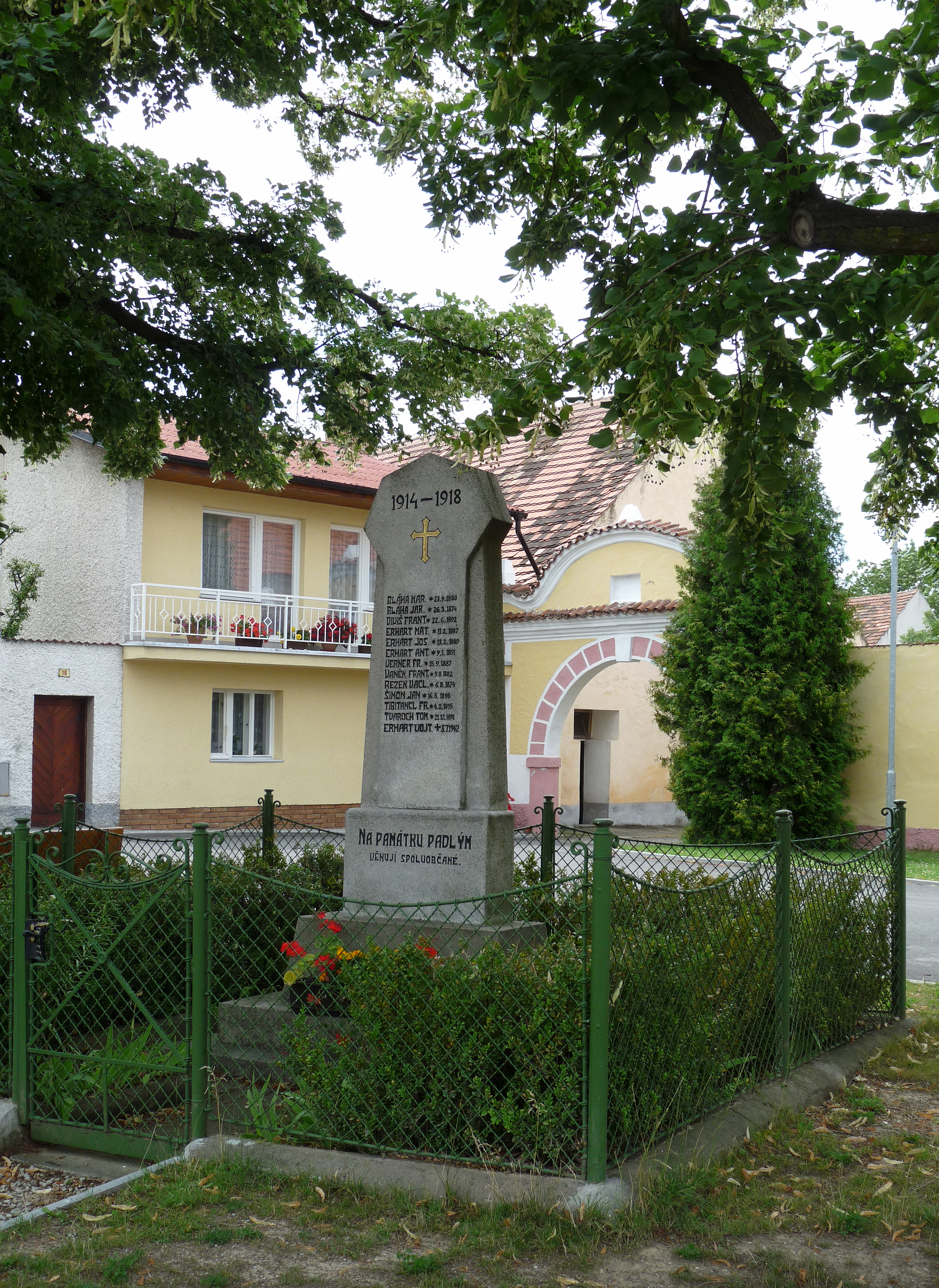
Denkmal für die Gefallenen beider Weltkriege

- Barockschloss Doubravice, es entstand in der zweiten Hälfte des 17. Jahrhunderts für die Familie Fritschko von Fürstenmühl anstelle der alten Feste und erhielt seine heutige Gestalt beim Wiederaufbau nach einem Brand in den Jahren 1767–1768. Zwischen 1788 und 1913 war im Schloss eine Schule untergebracht. Heute dient es als Wohnhaus.
- Gehöfte Nr. 1, 2, 13 und 19 im südböhmischen Bauernbarockstil
- Denkmal für die Gefallenen des Ersten Weltkrieges, errichtet 1924 vor dem Schloss auf dem Dorfplatz. Später wurde die Inschrift um den Namen eines während des Zweiten Weltkrieges gefallenen Einwohners ergänzt.
- Zwei Nischenkapellen mit Statue der Jungfrau Maria und des hl. Johannes von Nepomuk, errichtet zu Beginn des 19. Jahrhunderts
- Bildstock

## Söhne und Töchter der Gemeinde
- Emanuel Davídek (1776–1858), Theologe, Dogmatiker und Schriftsteller